# Perros-Guirec
Perros-Guirec település Franciaországban, Côtes-d’Armor megyében. Lakosainak száma 7260 fő (2022. január 1.). Perros-Guirec Trégastel, Louannec, Pleumeur-Bodou és Saint-Quay-Perros községekkel határos.

## Népesség
A település népességének változása:
| Lakosok száma | 6866 | 7496 | 7497 | 7369 | 7312 | 7288 | 7139 | 7089 | 7149 | 7260 |
|               | 1968 | 1982 | 1990 | 2006 | 2013 | 2015 | 2017 | 2019 | 2020 | 2022 |